# Jan Hannema
Jan Hannema (Franeker, 23 april 1839 – Bergum, 26 december 1878) was een klein mens. Hij trad op onder het pseudoniem Admiraal Tom Pouce.

## Levensloop
Jan werd geboren als zoon van apotheker Pieter Philippus Hannema en Hendrika Groenewoud. Hij groeide voorspoedig op in het apothekersgezin, tot hij zes maanden oud is. Onverwachts komt er een storing in zijn groeiproces. Hij neemt nog maar heel weinig in gewicht toe en heeft een lengte van 50 centimeter. De dokter van Franeker, dhr. Banga, probeert van alles, maar hij zal klein blijven. Ook hulp van diverse geleerden helpt niet.
Het gezin verhuist in 1840 naar Bolsward, waar Pieter Philippus opnieuw een apotheek begint. Maar in Bolsward gaat het hun niet voor de wind en de ene zakelijke tegenslag na de andere treft hen. Dan verschijnen er in de kranten berichten over een Amerikaanse dwerg, Charles Stratton, die van 1842-1848 met Barnum (die later met Bailey de directie zou vormen van “The greatest show on earth”) door Amerika en Europa reist. Barnum heeft zich verzekerd van het alleenvertoningsrecht van de dwerg en dit legt hun beiden geen windeieren.
Ook de Hannema’s horen hiervan en oom Pieter, een broer van moeder Baukje, komt met het plan om ook met de kleine Jan de kermissen af te reizen, eerst maar eens in de buurt. De ouders voelen hier eerst niets voor, maar geven ten slotte toch toe en zo gaat oom Pieter met Jan Hannema de kermissen langs. Hij wordt met succes “vertoond” en krijgt als kermisattractie de naam Tom Pouce (d.w.z. tomke).
Na de succesvolle tournee zijn ook de ouders overtuigd, te meer daar de zaken in Bolsward slecht blijven gaan. De kleine Jan zelf vindt het optreden voor het publiek en al die verkleedpartijen prachtig, zodat vader een ingrijpende beslissing neemt: hij zal voortaan met het kleine kereltje de wereld afreizen. In 1845 bezoekt Pieter Philippus Hannema met de zesjarige Jan de grootste kermissen van Nederland, waarbij de aanbevelingen en getuigschriften van professor Mulder uit Groningen en professor Suerman uit Utrecht hem belangrijke diensten bewijzen. Er wordt voor Jan een miniatuur rijtuigje aangeschaft met een klein paardje. A. Markus vertelt over het optreden in Arnhem: “Als hij van zijn logement, het Hotel de Berlin in de Nieuwstraat, naar de tent werd getransporteerd in een miniatuur statiekoetsje, waarvoor een klein paardje gespannen, werd hij altijd door een troepje glimlachende kinderen vergezeld, die een hoeraatje aanhieven, als hij uitstapte”.
Marja Keyzer vertelt in haar kostelijke Amsterdamse kermisboek “Komt dat zien” over Tom Pouce. Zij geeft ons een beeld van dat eerste optreden van de kleine dwerg. “Hij verschijnt als fatsoenlijk man in het hofkostuum, en onderhoudt zich met de toeschouwers. Dan komt hij in een andere kleding, die van een Napolitaans visser en maast en breit aan enige netten, terwijl hij een aria fluit uit De Stomme van Portici. Dan bestijgt hij een pony en rijdt weg”. In 1846 treedt hij in Amsterdam op met de reus Jovani en later nog eens met de reuzin Elsbeth Murphy. Daarover schrijft een Amsterdamse krant: “Het is ongelooflijk, dat de Natuur twee schepselen voortbrengt, welke met betrekking tot hun groot contrast, zo merkwaardig schoon gevormd zijn, dat men Tom Pouce bij elke dame als sieraad op haar toilettafel zou kunnen stellen”. In 1847 wordt Jan voorgesteld aan koning Willem II en zijn gemalin, die hem wegens zijn kleine afmetingen een jaargeld toekennen. In september 1848 maken de Hannema’s een reis naar Engeland, waar Tom Pouce op Buckingham Palace wordt voorgesteld aan koningin Victoria en prins Albert. De koningin is erg op hem gesteld en wordt min of meer zijn beschermvrouwe. Zij geeft hem een miniatuur- ameublement cadeau, bestaande uit een prachtig bewerkte stoel, een leunstoel, tafel, bijzettafeltje, kastje en kanapee. Alles op zijn maat gemaakt. Deze meubeltjes zijn tegenwoordig in het Museum Martena in Franeker te zien. Hij wordt ook voorgesteld aan de hertog en hertogin van Kent en treedt in London op in Cosmorama in de Regent Street.

## The Friesland Dwarf

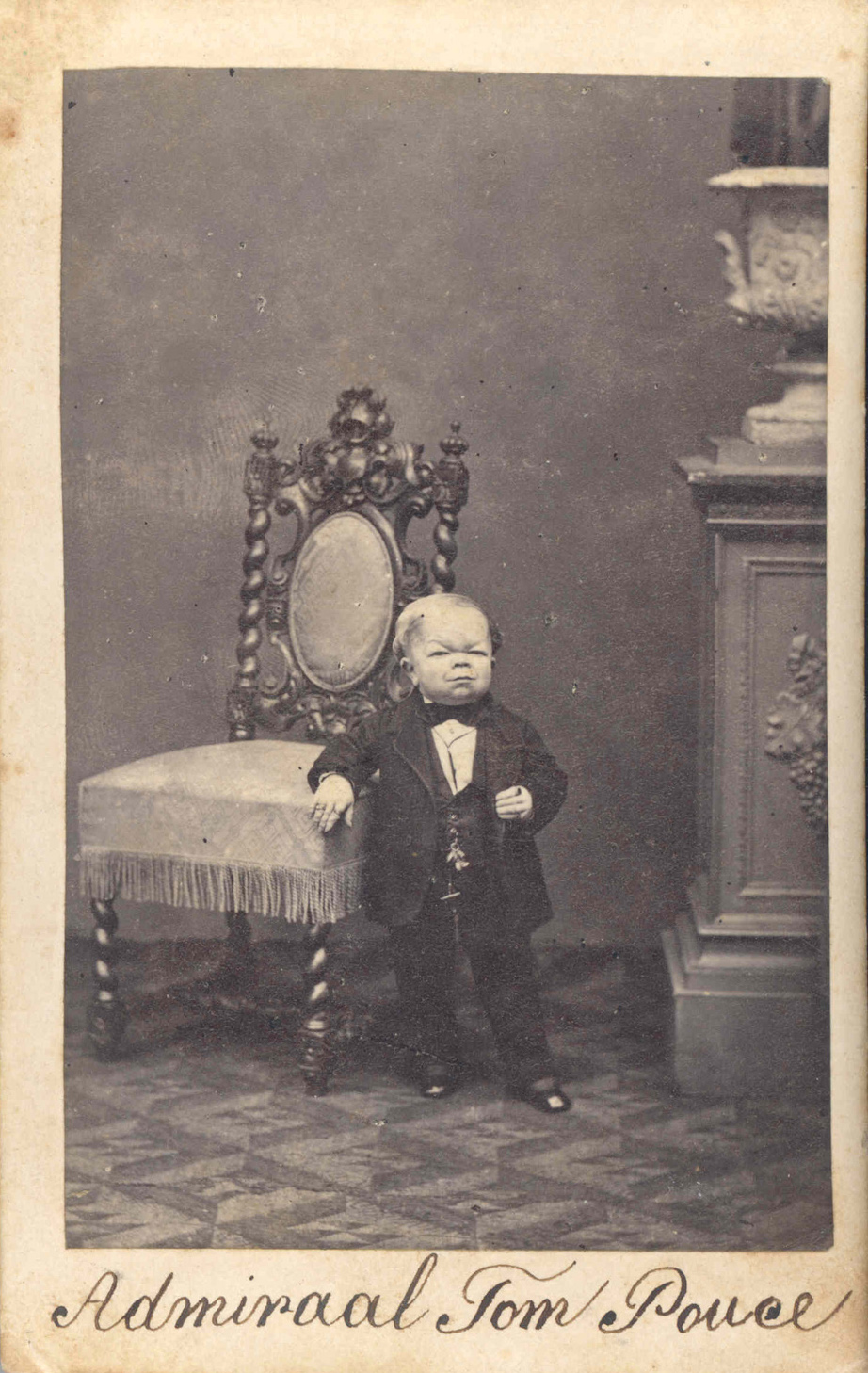
Jan Hannema als artiest

Engelse kranten als The Penny Illustrated schrijven over hem en publiceren zijn portret. Hij is in Engeland zeer populair en krijgt er de bijnamen “de kleine admiraal”; en “the Friesland Dwarf”. Admiraal Tom Pouce is nu de kleine kostwinner geworden van het gezin Hannema en na Engeland zouden ze rijk zijn geweest, als een zekere Thompson hen niet bedrogen had. Vader besluit dan zo spoedig mogelijk Engeland te verlaten. Twee maanden zijn ze op reces in Friesland. In 1849 vertrekken ze naar België, waar ze worden voorgesteld aan koning Leopold en zijn gemalin. Vooral in Brussel, Antwerpen en Gent heeft Admiraal Tom Pouce veel succes. In Brussel stelt A. Quetelt voor de Académie een onderzoek in naar de afmetingen zowel van de Amerikaanse dwerg Charles Stratton (alias Tom Thumb) als van Jan Hannema (alias Tom Pouce) en hij komt daarbij tot de conclusie, dat beide dwergen dezelfde proportie hebben als een kind van 13 á 15 maanden, waarbij hij de kanttekeningen maakt, dat de Amerikaanse dwerg bijzonder korte armpjes heeft. De totale lengte van Admiraal Tom Pouce is 72,8 cm, de hand is 8,8 cm, terwijl de lengte van het hoofd 14,8 cm is. “De kleinste en welgemaaktste dwerg van Europa”; adverteert later de schouwburg directie Schoenvan en van Lier. Volgens zijn oom, Dokter Sjoerd Hannema uit Bergum, “is hij vrij ontwikkeld van geest en zijn medescholieren getuigden van hem, dat hij met vrucht het onderwijs genoot en dat hij bij lange na niet de minste onder hen was in bevattelijkheid”. En uit 1850 stamt de beschrijving: “Hij paart bij een vriendelijk uitzicht een zacht humeur en eene goede inborst, en is de lieveling van zijne geheele familie, en kan zich, ofschoon nog jong, beroepen de verzorger van al zijne betrekkingen te zijn”. Charme heeft hij zeker en hij is dan ook de lieveling van het publiek. Hij is muzikaal, zingt en danst goed, knutselt graag en heeft aanleg voor talen.

Ze zijn in München en het contract met May Sweiger is juist afgelopen. Maar ze hebben nog f 248,45 van hem tegoed en zijn bang, dat ze het geld niet zullen krijgen. Via Heilbron komen vader, Jan en moeder (die deze keer ook meereist) in Stuttgart, waar Charles Horn zojuist is aangekomen, die Tom Pouce een contract aanbiedt voor twee jaar in Parijs. Wel een bewijs, dat de vorige tournee een groot succes is geweest! Er worden brieven geschreven naar theaterdirecteuren in Zürich en Turijn, maar ook naar de koningin der Nederlanden en naar professor Suerman. In Karlsruhe brengt Jan een bezoek aan Markgraaf Wilhelm, wat hem 4 kroondaalders oplevert plus een zilveren emmertje, dat hij van een dame cadeau krijgt. Op 14 april vertrekken ze per stoomboot naar Keulen, waar ze hun intrek nemen in hotel Berg. Maar moeder wil graag weer terug naar de andere kinderen en op 16 april gaat zij met vader per stoomboot naar Arnhem en daarna met de trein naar Amsterdam, waar vader haar op de boot naar Friesland zet. Jan blijft achter onder de hoede van de bediende. Als vader weer terug is, gaan ze per stoomboot naar Königswinter en beklimmen daar de Drachenfels. Jan ook, hij komt beneden met een Drachenfels Krans om zijn petje. Het dagboek vertelt niet alleen over hun reizen en belevenissen, maar geeft ook een goed beeld van de gedachtenwereld van het kereltje zelf (en van vader, want die schrijft er af en toe ook in). En wat denkt u van het slot ? “12 julij. Horn is hedenavond met de trein om 3 uur aangekomen, met de ganze trup. 13 julij. Heden afgereisd van Keulen, om 10 uur, met de ganze trup, behalve de groote Domestiek en de drie paardjes, omdat één geblesseerd was en twee dragen. Nacht en dag altijd doorgereisd. Praag de 15 Julij 1851. Heden morgen 5 uur alhier aangekomen en afgestapt aan het hotel De Keizer van Oostenrijk. Heden mijn bediendes Costumen gezien (Hij zal dus in Praag als bediende optreden in een toneelstuk). Praag, 16 julij. Repetitie van 9-10 uur”.
Na een zeer succesvolle tournee met theaterdirecteur Charles Horn door het huidige Tsjecho-Slovakije, Oostenrijk en Duitsland, komt de kleine Jan Hannema terug in Parijs, waar de beroemde circusdirecteur Monsieur de Jean hem voor 10 maanden engageert. Dat is in het laatst van 1851. De volgende twee jaren maken de Hannema’s een reis door Italië. In Milaan wordt door een bekende Italiaanse componist, speciaal voor Tom Pouce, de muziek geschreven voor een ballet -pantomine-arlequinade, getiteld: “De Zonderlinge Za(a)k of De vijf Karakters”, een komisch stuk, waarin Tom Pouce voor het voetlicht treedt als duivel, postillon, kok, Madame de Pompadour en tot slot als doctor. Ook in Italië wordt Jan Hannema weer voorgesteld aan diverse vorstelijke families, zoals de Prins en Prinses van Parma.
Van Palermo op Sicilië gaat de reis ten slotte terug naar Nederland, via Triest, Wenen, Leipzig, Weimar, Gotha en Eisenach. Als ze in Den Haag aankomen, wordt de kleine Admiraal ontvangen door Prins Hendrik en zijn gemalin. Op een zondag in juni van het jaar 1854 keren de Hannema’s terug naar Franeker, waar de familie Hannema zich opnieuw heeft gevestigd.
De rust is echter van korte duur, want acht dagen later vertrekt Jan alweer, deze keer naar Dordrecht, waar hij een engagement heeft bij de reizende schouwburg van Schoeman en Van Lier. Na Dordrecht wordt hun “Fraaije Schouwburg-Lokaal”; op de “Grote Markt te Rotterdam”; opgezet. Het repertoire van Tom Pouce is uitgebreid. Op 23 augustus 1854 heeft de première plaats van de pantomime in één bedrijf “Het Aardmannetje of de geest van Pierrot en Cassander”. Na Rotterdam wordt de schouwburg tent weer afgebroken en elders weer opgebouwd: in Den Haag, Utrecht, Groningen. En na Nederland komt Vlaanderen aan de beurt. Als na enkele jaren het engagement bij Schoeman en Van Lier is afgelopen, reizen de Hannema’s heel Europa door.
Op 2 april 1856 bevinden ze zich in Berlijn, waar Tom Pouce drie maanden lang “met het grootste Succes”; optreedt. Daarna zijn ze voor een maand geëngageerd bij Circus Renz, dat op 1 mei zijn tenten zal opslaan in Leipzig. Maar voor de zomerkermis wil Jan Hannema toch graag weer optreden in Nederland. De brief, die Vader Hannema hierover naar Holland schrijft, is verlucht met kostelijke afbeeldingen van Tom Pouce in diverse rollen, o.a. die van zeeman, markies en Schot. Onder aan de brief staat als aanbeveling: “De admiraal is 18 jaren: 7 palm Hollands groot en 25 ponden zwaar, spreekt zeer goed Engelsch, Fransch, Duitsch, Italiaans en Hollandsch; heeft veel gave voor Theater vooral voor Pantomimes op Toneel of in de Manege”. Het antwoord kan worden verzonden naar Circus Renz te Leipzig of naar het Hotel de Roma aldaar, waar de Hannema’s hun intrek zullen nemen.
Op 17 februari 1860 verhuist de familie Hannema naar Keulen, een wat centraler gelegen uitgangspunt voor verdere Europese reizen. Tom Pouce bereist de meeste landen van Europa, maar is daar niet rijk van geworden, dit in tegenstelling tot de andere kleine dwerg, Charles Stratton. Waarschijnlijk heeft deze laatste een veel betere manager gehad in de persoon van P. Barnum, Tom Thumb heeft ook het geluk gehad een kleine (75 cm lang !) vrouw te ontmoeten, die Lavinie Warren heette, met wie hij op 2 februari 1862 in New York trouwde. Onze Tom Pouce daarentegen heeft nooit een levensgezellin gevonden. In 1867 is hij op de Leeuwarder kermis. De Leeuwarder Courant van die dagen schrijft hierover: “De kleine Fries is Jan Hannema, een Franeker, de bekende admiraal Tom Pouce. Eene figuur, belangwekkend genoeg voor iedereen, die niet onverschillig is voor de spelingen der natuur. Maar ook alleraardigst is een gesprek met het kleine ventje, in wien men een tweede Chicot zou menen te zien, als men van hem daar hoort spreken van “son ami l’empereur de …, le roi de, le grandduc de … enz.””. Een advertentie van 19 juli 1867 vermeldt: “Admiraal Tom Pouce (Jan Hannema) brengt door dezen aan het geëerde Publiek, dat hij tot en met Dinsdag de 22 dezer bezoeken ontvangt aan
de Loge op het Plein voor het Paleis van Justitie te Leeuwarden, dewijl hij Woensdag a.s. onmiddellijk naar Zwolle vertrekt. Aan zijne vrienden en geëerde bezoekers betuigt hij zijne dank voor de hem zoo ruimschoots gebrachte bezoek. De Weeskinderen of Kinderen van andere Liefdadige Gestichten hebben Zaterdag of Dinsdag a.s. vrijen toegang onder geleide van over hun gesteld Persoon”.
In 1870 bezoekt hij opnieuw de Amsterdamse kermis. In de pauze van de “Matinée Musicale”; rijdt hij met zijn equipage door het park van de Plantage of mengt zich te voet onder de bezoekers.

## De laatste jaren
De winters van zijn laatste levensjaren brengt hij door in Bergum, waar ook zijn oom Sjoerd Hannema, de armendokter, in de Schoolstraat woont. Jan woont met zijn ouders bij de Bergumerdam. Nu en dan leggen ze familiebezoeken af. Soms gaan ze naar nicht Gepke in Joure, die met dokter Risselada is getrouwd. Jan wordt dan in een klein stoeltje boven op de tafel gezet, dat maakt de conversatie wat gemakkelijker.
In 1871 sterft zijn moeder Baukje Hannema en op 26 december 1878, ’s avonds om zeven uur, Admiraal Tom Pouce Hannema, oud negen en dertig jaren. In zijn testament heeft hij zijn vader, zijn zuster Aaltje Poelstra, zijn broer Pieter Pieters en zijn halfbroer Philippes Pieters tot zijn erfgenamen gemaakt. De erfenis zelf bestaat uit enig meubilair (f 15,-), bewerkt goud en zilver (f 50,-), een klein wagentje (f 10,-), contant
geld (f 50,-) en obligaties, wat alles met elkaar een waarde vertegenwoordigt van f 2531,40, waar de “doodschuld” en begrafeniskosten (f 50,-) dan nog van af moeten. Dat is alles wat er over is van die ontelbare voorstellingen en vertoningen en van de vele lange en vermoeiende reizen dwars door Europa vanaf 1845. Op 30 december 1878 wordt zijn kleine lichaam bij de kruiskerk in Bergum begraven, maar zelfs geen steen heeft ooit de plaats aangeduid; het graf is later opnieuw uitgegeven.

## Nagedachtenis
Een Leeuwarder sigarenfabrikant noemt een sigaar naar hem.

## Opvolging
In het theater is hij opgevolgd door een andere dwerg, Gerrit Keizer uit Sint Annaparochie.
- International Standard Name Identifier: 0000 0003 9203 5317
- Nederlandse Thesaurus van Auteursnamen: 241446090
- Virtual International Authority File: 285970137
- WorldCat: E39PBJqKc7YHwhyRtWk6xbj9jC